# Бакарі Саре
Бакарі Саре (фр. Bakary Saré, нар. 5 травня 1990, Абіджан) — буркінійський та івуарійський футболіст, півзахисник клубу «Морейренсе».
Виступав, зокрема, за клуб «Андерлехт», а також національну збірну Буркіна-Фасо.

## Клубна кар'єра
Народився 5 травня 1990 року в місті Абіджан. Розпочав займатись футболом в Кот-д'Івуарі у клубі «Бобо», з якого 2004 року потрапив в академію бельгійського «Андерлехта».
У дорослому футболі дебютував 2007 року виступами за першу команду «Андерлехта», в якій провів три сезони, взявши участь у 28 матчах чемпіонату.  За цей час виборов титул чемпіона Бельгії, а також став володарем Кубка та Суперкубка країни, проте основним гравцем не став, тому 2010 року недовго грав на правах оренди за норвезький «Русенборг».
23 лютого 2011 року він підписав контракт на три з половиною роки з клубом румунської Ліги I «ЧФР Клуж», але і тут виходив на поле вкрай рідко, тому сезон 2013/14 провів в оренду у хорватському «Динамо» (Загреб) та еміратський «Аль-Айн».
Влітку 2014 року перейшов до португальської «Віторії» (Гімарайнш), де провів наступні два сезони.
До складу клубу «Морейренсе» приєднався влітку 2016 року.

## Виступи за збірні
2010 року залучався до складу молодіжної збірної Кот-д'Івуару, разом з якою виграв Турнір у Тулоні і був на ньому основним гравцем. На молодіжному рівні зіграв у 8 офіційних матчах, забив 4 голи.
2016 року був запрошений до складу національної збірної Буркіна-Фасо, оскільки він мав буркінійське походження, і дебютував в офіційних матчах у її складі в березні того ж року в грі проти Уганди (1:0) у відборі на Кубок африканських націй. 
У складі збірної був учасником Кубка африканських націй 2017 року у Габоні.
Наразі провів у формі головної команди країни 3 матчі.

## Титули і досягнення
- Чемпіон Бельгії (1):

«Андерлехт»:  2009-10
- Володар Кубка Бельгії (1):

«Андерлехт»: 2007-08
- Володар Суперкубка Бельгії (2):

«Андерлехт»: 2006, 2010
- Чемпіон Норвегії (1):

«Русенборг»:  2010
- Чемпіон Румунії (1):

ЧФР Клуж:  2011-12
- Чемпіон Хорватії (1):

«Динамо» (Загреб):  2013-14
- Володар Кубка португальської ліги (1):

«Морейренсе»: 2016-17
- Бронзовий призер Кубка африканських націй: 2017